# Desmodium saxatile
Desmodium saxatile là một loài thực vật có hoa trong họ Đậu. Loài này được (C.V.Morton) B.G.Schub. & McVau miêu tả khoa học đầu tiên.